# Distrikt Canoas de Punta Sal
Der Distrikt Canoas de Punta Sal liegt in der Provinz Contralmirante Villar der Region Tumbes im äußersten Nordwesten von Peru. Der Distrikt wurde am 3. April 2006 aus Teilen des Distrikts Tumbes gebildet. Der Distrikt Canoas de Punta Sal hat eine Fläche von 623,34 km². Beim Zensus im Jahr 2017 wurden 6336 Einwohner gezählt. 10 Jahre zuvor lag die Einwohnerzahl bei 4429. Verwaltungssitz des Distrikts ist die am Meer gelegene Kleinstadt Cancas mit 5034 Einwohnern (Stand 2017). Cancas liegt 68 km südwestlich der Regionshauptstadt Tumbes sowie 40 km südwestlich der Provinzhauptstadt Zorritos. Der Badeort Punta Sal liegt knapp 6 km südwestlich von Cancas.

## Geographische Lage
Der Distrikt Canoas de Punta Sal liegt an der Pazifikküste im Südwesten der Provinz Contralmirante Villar. Er erstreckt sich über eine halbwüstenhafte Landschaft. Der Distrikt besitzt eine etwa 30 km lange Küstenlinie und reicht etwa 25 km ins Landesinnere. An der Küste gibt es mehrere Badestrände. Die Nationalstraße 1N (Panamericana) führt entlang der Küste des Distrikts. Im Nordosten grenzt der Distrikt Canoas de Punta Sal an den Distrikt Zorritos, im Südosten an den Distrikt Casitas, im Süden an den Distrikt Marcavelica (Provinz Sullana) sowie im Südwesten an den Distrikt Máncora (Provinz Talara).

## Ortschaften im Distrikt
Neben der Hauptstadt Cancas gibt es folgende Orte im Distrikt Canoas de Punta Sal:
- Angolo
- Barrancos (Corral de Ovejas)
- Canoas
- Carpitas
- Cerro Pelado
- El Bravo
- El Curo
- El Hipal
- Fernández
- Fernández Bajo
- La Noria
- Los Delfines
- Negritos
- Pajaritos
- Plateritos
- Plateritos-Campo
- Punta Meros
- Punta Sal
- Quebrada Seca
- Salao Chico
- Salao Grande
- Urban
- Zapotitos